# Jósika Miklós
Báró branyicskai Jósika Miklós (ejtsd józsika) (Torda, 1794. április 28. – Drezda, 1865. február 27.) író, újságíró, politikus, a magyar romantikus regény megteremtője. A Magyar Tudományos Akadémia tiszteleti tagja. Unokaöccse Jósika Kálmán.

## Élete
Báró Jósika Miklós és Lázár Eleonóra fiaként született. Édesanyját hároméves korában elvesztette, ezután apai nagyanyja, Bornemissza Anna nevelte. Gyermekévei magányosan teltek. 1804-től a kolozsvári konviktusban, több nemzetiségű nevelők vezetésével tanult. Legnagyobb hatással Leonir Dubignon d'Armand francia ezredes volt rá. Elvégezte a jogakadémiát, ahol a klasszikus irodalmárok műveivel is megismerkedett.
1811-től önkéntes katona lett a Savoyai Jenő dragonyos ezredben, és Szászországban, 1812-ben Galíciában, 1813–14-ben Itáliában élt. Részt vett a franciák elleni hadjáratban, a Mincio melletti ütközetben kitüntette magát, 1814. február 8-án a csatatéren főhadnaggyá, március 18-án pedig a Coloredo gyalogezrednél kapitánnyá nevezték ki. Néhány hétre Erdélybe utazott; ahol visszatértekor párbaja volt, amelynek nyoma azután mindig meglátszott az arcán.
1815-ben részt vett a franciaországi hadjáratban, és eközben megismerkedett a párizsi élettel, irodalommal és művészettel. 1816-tól 1818-ig Bécsben állomásozott; 1817-ben eljegyezte Kállay Leó leányát, Erzsébetet, akit 1818-ban kilépvén a katonaságtól, nőül vett. Azután részben Szabolcs vármegyében, Napkoron, apja birtokán, másrészt Erdélyben visszavonulva irodalmi tanulmányainak és költői álmodozásainak élt. 1831-ben járt először Pesten. Szerencsétlen házasságát, miután áttért a református vallásra és Szurdukra költözött, 1834 nyarán felbontotta.

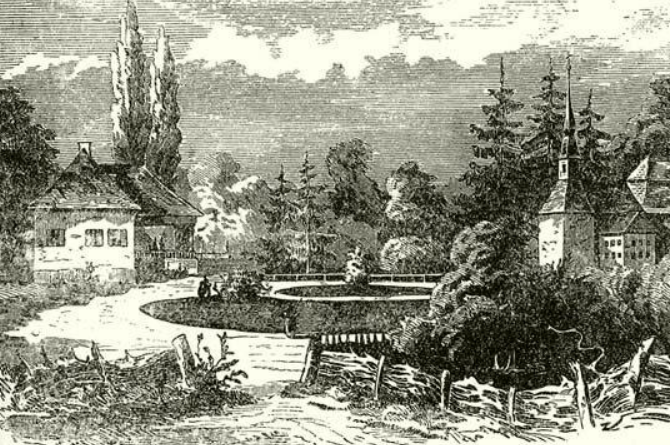
A szurduki Jósika-kastély

Erdély közéletében abban az évben kezdett szerepelni, az ottani országgyűlésen félénken és tartózkodva bár, de határozott szabadelvű irányban lépett föl a megtámadott közvélemény védelmére. Természete félénkségével és túlzott szerénységével maga sem érezte magát közéleti szereplésre hivatottnak, így egészen az irodalomnak szentelte magát. Pestre költözött, és csak a nyarakat töltötte a Szamos menti, regényes fekvésű Szilágy megyei Szurdukon, a szép természeti környezetben keresve képeket és irányultságot regényei számára. Példaképe Wesselényi Miklós volt, akit követve birtokain jobbágyainak elengedte a robotot és a dézsma nagy részét.
Bajza, s Vörösmarty buzdítása bírta arra, hogy erdélyi mágnás rokonai s barátai ellenzése dacára, bemutatkozzon Abafi című regényével, kétségkívül egyik legjobb művével, melyről a Figyelmezőnek bírálója Szontagh Gusztáv, elragadtatva az újdonság erejétől bírálatát e szavakkal kezdte: „Uraim, le a kalapokkal!” Művét mind a kritika, mind a közönség lelkesedéssel fogadta. (A regény a 16. században, Báthory Zsigmond korában játszódik.) Ezután évekig az Athenaeum folyóirat munkatársa volt. Termékeny íróként későbbi műveiben még inkább jellemzőek a romantikus túlzások.

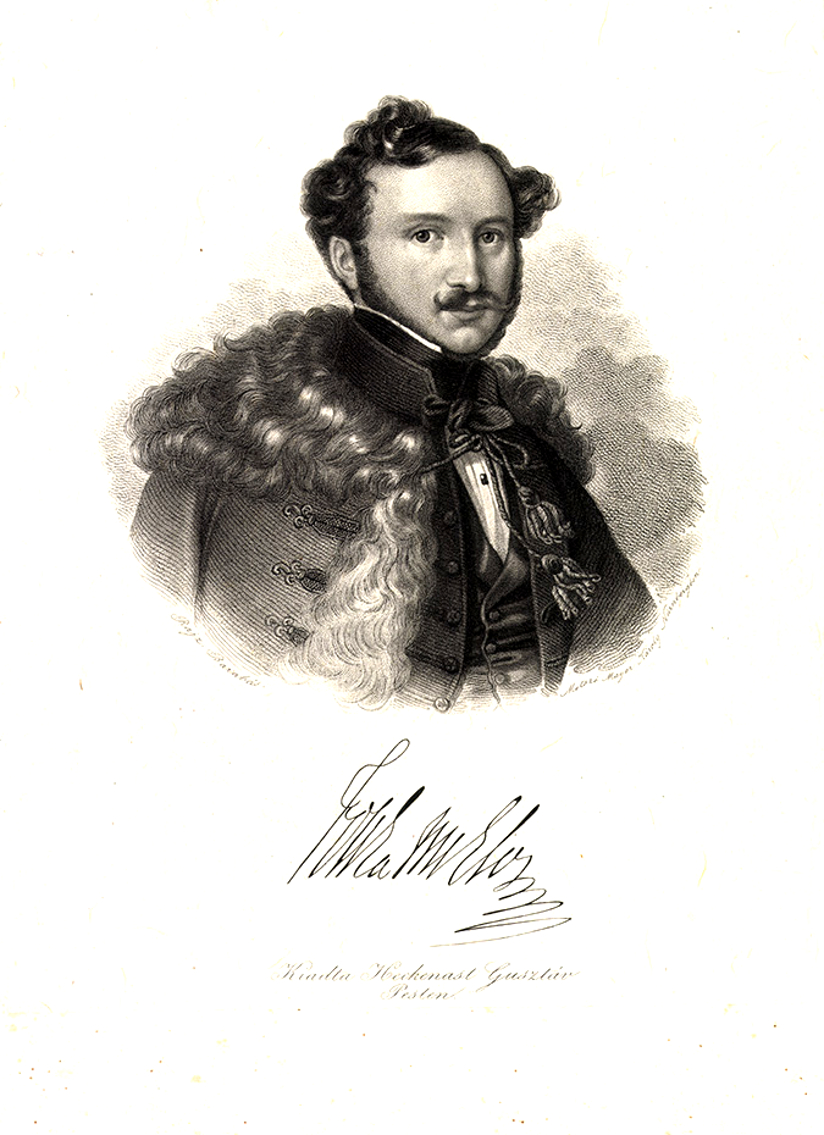
1820-ban készült portréja

A Magyar Tudományos Akadémia 1836. szeptember 10-én az igazgatótanács tagjává, (1843. október 7-én tiszteletivé), a Kisfaludy Társaság létrejöttekor (1836. november 12.) tagjává, 1840. február 1-jén igazgatójává, s 1841. október 12-én első elnökévé (1845. január 28-án másodízben is) választotta.
Pesti tartózkodása alatt, 1836-ban megismerkedett báró Podmaniczky Júliával, akivel tíz évig járt jegyben, és akit csak 1847 augusztusában, miután Kállay Erzsébettel zajló válópere véget ért, vehetett nőül.
Mint Közép-Szolnok követe, 1848-ban részt vett az erdélyi országgyűlésen és a július 2-án megnyílt első képviseleti országgyűlésen mint a főrendiház tagja, Pesten jelent meg; később beválasztották az Országos Honvédelmi Bizottmányba, s a kormányt ebben a minőségben Debrecenbe, Szegedre, s Aradra is követte. Kossuth Lajos kormányzósága idején a kegyelmezési legfőbb törvényszék tagjává nevezték ki.
A világosi gyásznapok után feleségével együtt Lippán bujdosott, itt különváltak egymástól. Rábeszélte nejét, hogy a menekülés megkönnyítése végett külön-külön menjenek külföldre. Találkozóhelyül Lipcsét jelölték meg, kerülő utakon bolyongva jutottak el oda. Jósika előbb érkezett meg, mint felesége, s álruhában mint angol molnár, idegen név alatt bujdosott a városban, ahol a gyanakvó osztrák hatóságok folytonosan zaklatták. Néhány napi ott tartózkodás után kiutasították a városból anélkül, hogy nejével találkozott volna. Nem akart a hatósággal ellenkezni, összeszedte csekély poggyászát, és gyalog indult el, maga sem tudta hova. A város határában találkozott nejével, aki sok veszély leküzdése után éppen akkor ért oda. Egy ideig Türingiában húzódtak meg, Bülow bárónőnél, és itt határozták el, hogy Brüsszelbe mennek.
1850. január 5-én őt is megidézte (volna) a rendkívüli hadi törvényszék, és mint felségsértőre s lázadóra kimondta a halálos ítéletet; Pesten, 1851-ben az Újépület mögötti téren ezt rajta s 35 társán „in effigie” végre is hajtották. A sok szenvedéstől megtört Jósikát búskomorság fogta el. Érzéketlen lett minden iránt. Hazája jövője felől sötét sejtések gyötörték, és elrabolták minden nyugalmát. Brüsszelbe érkezésükkor még mintegy kétezer forintnyi vagyonkájuk volt. Magyarországi birtokaikat a hadi törvényszék lefoglalta, rokonaikkal nem érintkezhettek, s így senkijük sem volt, akitől segítséget várhattak volna. Felesége csipkeüzletet nyitott, emellett németre fordította férje regényeit, és kiadót szerzett nekik. Névtelenül adták ki őket, így mindez idővel gondtalan anyagi életet biztosított számukra.

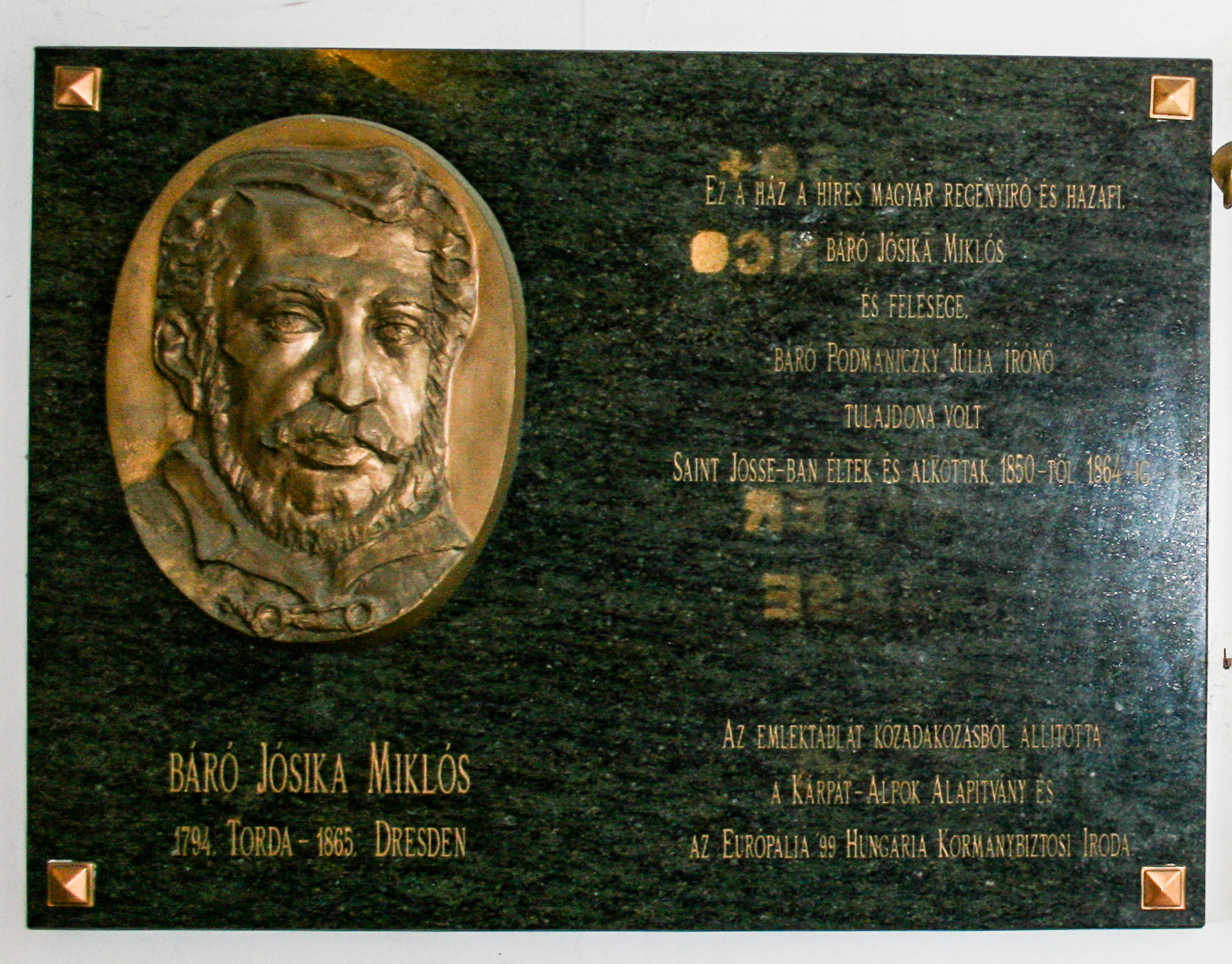
Emléktáblája egykori brüsszeli házán

Pár év után elérte legforróbb vágyát: házat építtethetett Brüsszelben, körülötte kis kertet rendezett be, s mindent úgy, amint azt egykor a szurduki lakhelyén látta. Újra feltámadt boldogságukat a férfi betegeskedése zavarta meg. 1859-ben az ő vezetése alatt központi irodát állítottak fel az emigránsok számára, hogy minden világlappal érintkezve, folyton napi kérdéssé tegye a magyar ügyet, és tartsa iránta ébren az érdeklődést; november 1-jén kezdte meg működését; Jósika e tárgyban 130 levélnél többet váltott Kossuthtal. Az élénk tevékenység azonban 1861 májusában a pénzhiány miatt megszakadt. Az ekkor már Európa-szerte népszerű író hetven év terhe alatt roskadozni kezdett. Lelke, szelleme erős volt még mindig, de teste kimerült a folytonos küzdelemben. Később betegsége miatt az enyhébb éghajlatú Drezdába költöztek át. Ott érte Jósikát az a csapás, hogy magyarországi kiadói minden alapos ok nélkül felmondták szerződéseit. Kis tőkéje hamar felemésztődött, így kénytelen volt brüsszeli házát eladni, hogy megélhessenek.
Betegsége napról napra súlyosbodott; hasztalan volt neje önfeláldozó ápolása: a kór pusztító erejével nem tudott versenyezni.
Jósika 1865. február 27-én meghalt. A Magyar Tudományos Akadémián Greguss Ágost titkár 1866. február 6-án, a Kisfaludy Társaságban pedig Jókai Mór 1867. február 5-én tartott fölötte emlékbeszédet. A Kisfaludy Társaság 1888. február 1-jén elhatározta arcképének megfestetését, amivel Ábrányi Lajost bízták meg. 1894. május 5-én megünnepelték születésének centenáriumát, s ez alkalomból a Strobl Alajos által, közadakozásból készített mellszobrát leleplezték. Gyulai Pál elnök megnyitó beszédet tartott, Tóth Lőrinc a társaság tagja olvasott fel bővebb megemlékezést, Endrődy Sándor pedig az alkalomhoz illő költeményt. A társaságnak azt a szándékát, hogy az ő és utána elhunyt neje földi maradványait külföldről hazaszállíttassa, megelőzte Jósika Samu báró, az író unokaveje, aki a hamvakat a drezdai sírkertből saját költségén hazahozatta, s a Házsongárdi temetőben, az év április 25-én elhelyeztette.
Jósika Miklós Összes műveit 1901–11 közt Radics Ferenc adta ki. 1960-ban Wéber Antal bevezetőjével kiadták Abafi és II. Rákóczi Ferenc című regényeit.
Emlékirata 1977-ben jelent meg Győri János gondozásában. Tíz évvel később Idegen, de szabad hazában címmel, bevezetéssel adta közre Kokas Károly és Szajbély Mihály Jósika levelezését Fejérváry Miklóssal, Jósika Amerikába letelepedett barátjával, egy kötetben különféle kéziratokat tartalmazó ún. emlékalbumával, illusztrációként Kertbeny Károly emigrációs fotóalbumával (Szépirodalmi Kiadó, 1988, 844 p.).

## Művei

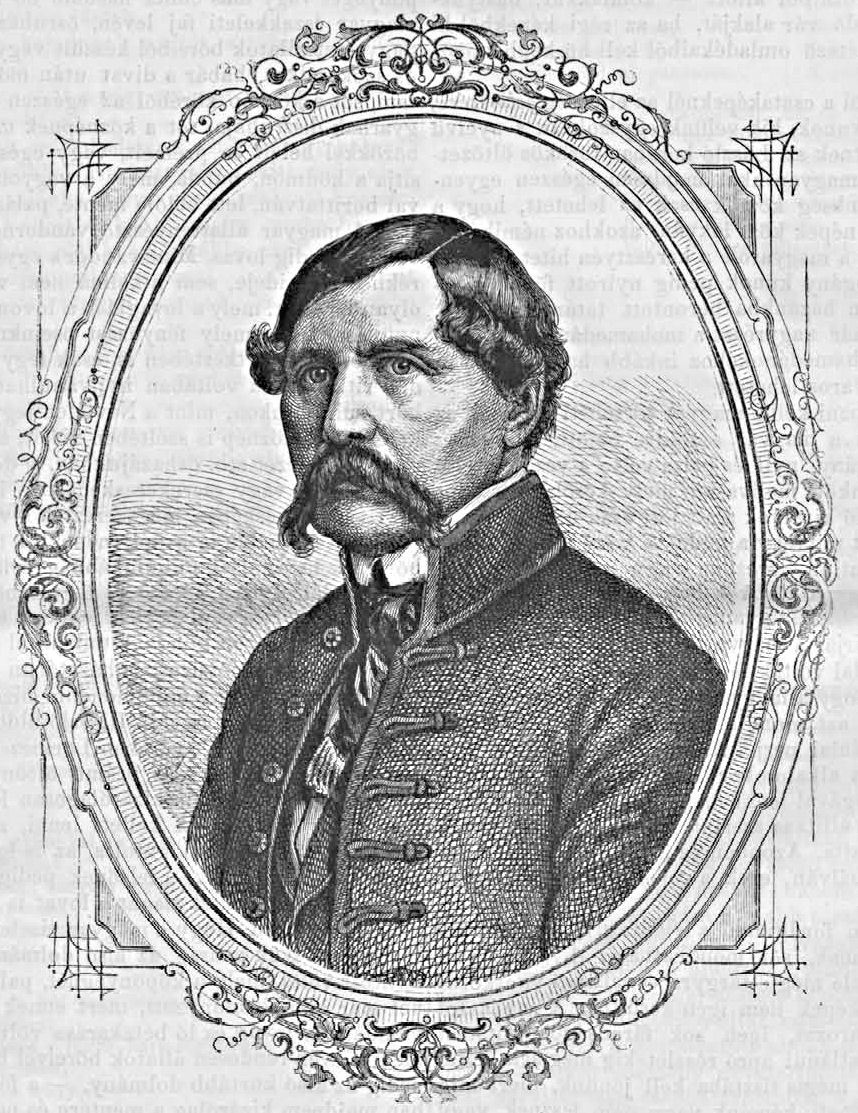
1861-ben róla készült arcképmetszet

- 1835 Irány, Kolozsvár
- 1835 Vázolatok, uo.
- 1836 Abafi 1990: ISBN 963-15-4220-3 MEK online; 1993: ISBN 963-8350-26-1
- 1836 Zólyomi
- 1837 Az utolsó Bátori, Franklin 1911 (MEK online), 2004 ISBN 963-9373-77-X (Harmadik kiadás, 1854)
- 1837 A könnyelműek
- 1839 A csehek Magyarországban – Korrajz első Mátyás király idejéből (Franklin 1905, MEK online) 1971, 1972)
- 1841 A beduin leánya. Afrikai vázlat[6]
- 1842 Végnapok – apokalyptikai novella[7]
- 1843 Zrínyi, a költő – regényes krónika a tizenhetedik századból
- 1844 A két Barcsai (dráma)
- 1845 Ifjabb Békesi Ferenc kalandjai
- 1846 Diamante – történeti vázlat a legújabb múltból (MEK online)
- 1846 Akarat és hajlam
- 1847 Egy kétemeletes ház Pesten (MEK online)
- 1847 Jósika István
- 1852 Egy magyar család a forradalom alatt (MEK online)
- 1853 Eszther (Franklin 1902. MEK online)
- 1854 A szegedi boszorkányok (MEK online)
- 1856 Pygmaleon vagy egy magyar család Párisban
- 1857 A rejtett seb
- 1859 Visszhangok (kisebb regények, két kötetben)
- II. Rákóczi Ferenc (két részben, a másodikat emigrációban írta)
- 1862 Két élet (Franlin 1890. MEK online)
- 1863 Klára és Klári / regény az Anjou-királyok korából
- 1864 Sziklarózsa – regény Apafi Mihály erdélyi fejedelem korából

- Emlékirat; szerk., utószó, jegyz. Győri János; Magyar Helikon, Bp., 1977
- Regegyöngyök; átdolg., sajtó alá rend., utószó Majtényi Zoltán; Unikornis, Bp., 2000 (A magyar próza klasszikusai) ISBN 963-427-410-2
- "Idegen, de szabad hazában"; összeáll., bev. Kokas Károly és Szajbély Mihály, vál., szöveggond., jegyz. Deák Ágnes et al., idegen nyelvű szövegrészford. Gerhát Ágnes, Hernádi Zsófia; Szépirodalmi, Bp., 1988 ISBN 963-15-3662-9
- Jósika Miklós és az 1848-as emigráció; szerk. Szajbély Mihály; Széphalom Könyvműhely, Bp., 1999–2000
  - 1. Jósika Miklós emlékkönyv / In memoriam Miklós Jósika; magyar szöveget sajtó alá rend. Devescovi Balázs, Keresztúrszki Ida, Tóth Benedek, ford. Hannie Hermán-Mostert et al.; 1999
  - 2. Brüsszeli tárcalevelek és más írások; szöveggond., jegyz. Csapi Attila et al., Külföldi szemle c. fejezet összeáll. Gere Zsolt, tan. Tóth Benedek; 2000

## Emlékezete Erdélyben

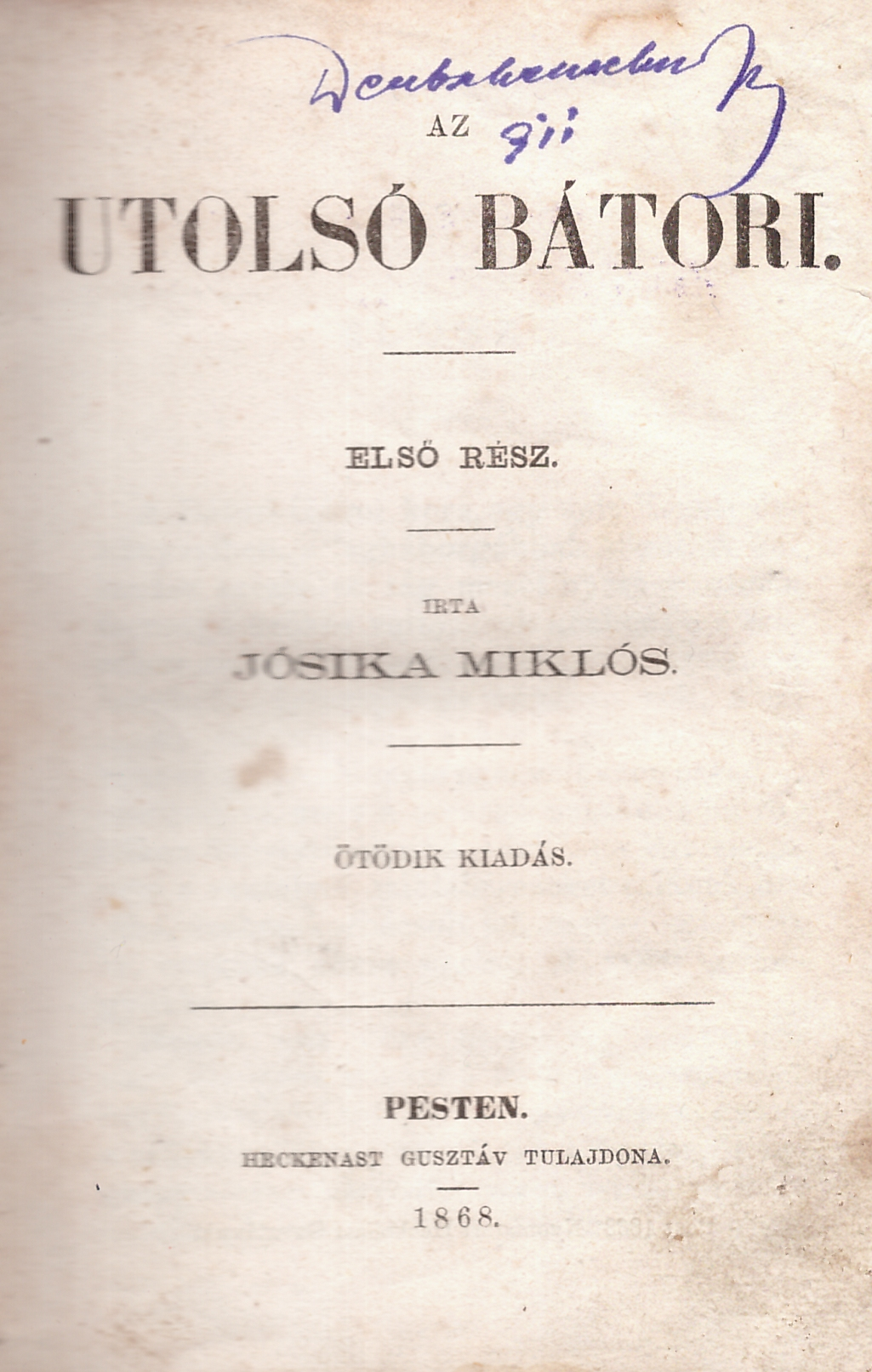
Az utolsó Báthori (5. kiadás, 1868)

„A magyar regényírás atyját”, az Abafi íróját életének és művének számos vonatkozása kapcsolja Erdélyhez, s ezek mind kiindulópontjává váltak emlékezete 1918 utáni ébrentartásának. Születésének centenáriuma (1894) előtt nem sokkal hozták haza hamvait a drezdai temetőbő, s helyezték örök nyugalomra Kolozsvárt, a Házsongárdi temetőben. Ugyanakkor került emléktábla az író tordai szülőházára (ma Piaţa Republicii 14.), amely már 1852 óta nincs a család tulajdonában: a vörös márvány emléktáblán koszorúba foglalt carrarai fehér márvány domborművet Jósika Miklósnak Barabás Miklós által készített rézmetszete után, a szintén tordai származású Abt Sándor szobrászművész faragta ki. Az ünnepi alkalomra – amely egybeesett az EMKE X. közgyűlésével – Borbély György szerkesztésében emlékkönyv jelent meg, benne Györffy József és Palotai Csorba Ákos előadásai, Rédiger Géza, Hegedűs István, Endrődi Sándor és mások költeményeivel, a szülőház fényképével és az emléktábla szövegével. A tordai Iparos Önképző Egylet 1879-ben alapított könyvtárát 1905-ben Jósika Miklós Emlékkönyvtárnak nevezték el, s kezdeményezés történt ennek keretében egy Jósika-ereklyegyűjtemény létrehozására is, ami azonban később sem valósult meg. A könyvtár a két világháború között is működött, évi kb. 300 olvasója több mint 23 000 kötetet kölcsönözött ki. 1939-ben a könyvtár működését a román hatóságok felfüggesztették, állománya 1944 őszén, a szovjet hadműveletek során elpusztult. Az Önképző Egyletben még a két világháború között is tartottak művelődési és tudományos előadásokat, műsoros rendezvényeket, részben a könyvtárgyarapítás javára.
E hagyományok folytatója a 20. század második felében működő tordai Jósika Miklós Kör, amelynek keretében 1970-ben és 1981-ben Bálint Mátyás, 1974-ben V. Szendrei Júlia tartott előadást a város nagy szülöttéről. Jósika Miklós nevét viselte a tordai polgári fiú- és leányiskola, valamint az Állami Főgimnázium önképzőköre is.
Az író életpályájának más erdélyi állomásaihoz (Fenesen töltötte gyermekéveit, a Kolozsvári Piarista Gimnáziumban végezte középiskolai tanulmányait, s e városhoz fűzték később a reformkor politikai küzdelmei, éveket töltött a család csehtelki, szurduki, branyicskai birtokain, ezen helyekhez ma már nem fűződnek tárgyi emlékek. Ellenben annál mélyebbről tükrözik élményeit erdélyi tárgyú, erdélyi színhelyeken játszódó művei: az Abafi, Az utolsó Báthori, A két mostoha, A Végváriak, valamint gyermek- és ifjú éveit felidéző Emlékiratai. Ezekre a művekre az elkövetkező évtizedek romániai magyar irodalomkutatói szívesen hivatkoztak.
Az első világháborút megelőző gazdag Jósika-irodalom után az 1920-as években eleinte ritkán hangzott el az Abafi írójának neve: Perényi József foglalkozik első regénye megszületésének indítékaival, Dézsi Lajos, az 1916-ban megjelent nagy Jósika-életrajz szerzője közöl egy népszerű áttekintést Báró Jósika Miklós és Erdély címmel, s Lővy Ferenc ismertet egy elfelejtett Jósika-dokumentumot: a Magazin für die Literatur des Auslandes 1862-i évfolyamában megjelent hiteles beszámolót az író 1849-es meneküléséről.

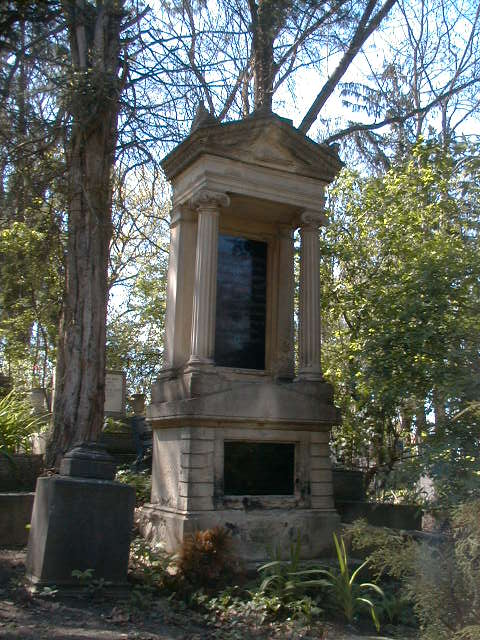
Jósika Miklós báró sírja Kolozsvárott, a Házsongárdi temetőben

Jósika Miklós életműve igazán az Abafi megjelenésének centenáriumán, 1935-ben került előtérbe. Az évforduló küszöbén Szemlér Ferenc veti fel a kérdést: mi is tette valójában íróvá az erdélyi főurat, majd ugyanő foglalkozik az Erdélyi Helikonban a százéves regény időszerűségével, és megállapítja, hogy „[a]z Abafi túlságosan egyrétű, túlságosan sápadt nekünk”. Rass Károly, a Jósika életművét elavultnak érző Benedek Marcell-lel, de rajta keresztül az egész modern irodalommal polemizál s állítja szembe Jósika közérthető műveit azokéval, akik száműzik az író és olvasó közötti kapcsolatot, épelméjű hőseit a fogházak és idegszanatóriumok lakóival, az erkölcs arisztokratáit a frissen csapolt perverzitásokkal felcserélve. Tanulmányának a Jósika-kutatás számára is érdekes része az, ahol a világszemlélet, a regénytechnika, a jellemzési eljárások szempontjából saját világirodalmi kortársaival veti össze Chateaubriand-tól Gogolig. Jancsó Elemér átfogó életrajzot és pályaképet adva kiemeli a Jósika családnál nevelősködő, a francia forradalom menekültje, Lenoir Dubignon hatását az ifjú Jósika világnézetének kialakulására (ezt a tételét később a szabadkőművességnek az erdélyi irodalomra és művelődésre gyakorolt hatásáról írott könyvében is megismétli). György Lajos az Abafi magyar szépprózai előzményeiről értekezik, mintegy előlegezve azokat a kutatásait, amelyeket később nagyszabású művében (A magyar regény előzményei. Budapest, 1941) fejt ki részletesen. Az évforduló alkalmából megemlékező cikkek jelennek meg a Pásztortűzben is, Császár Károly és Réthy Andor tollából (1936/6). A centenáriumot követő években Jósika örökségéről egy ideig ismét nem esik szó. Szemlér Ferenc 1942-ben az ESZC-nél megjelenő kétkötetes gyűjtemény (Erdélyi csillagok) számára ír összefoglaló esszét Jósika Miklósról, Tavaszy Sándor pedig az Erdély öröksége c. sorozat IX. kötetében (amely az Emlékiratokból is tartalmaz részleteket) a reformkor erdélyi emlékíróinak sorában méltatja egyéniségét. Az Abafi egy 1926-os kolozsvári kiadása mellett csupán ez a Jósika-szöveg jelent meg a két világháború közt.
Az Abafi több kiadásának megjelenésére s így az író művével való szélesebb körű megismerkedésre az 1950-es évektől kezdve került sor, az Ifjúsági Könyvkiadó, majd a Dacia Könyvkiadó gondozta Tanulók Könyvtára keretében. Az első kiadás 1958-ban, rövid életrajzi utószóval s a borítón Zsoldos Almos linómetszetével jelent meg, majd 1965-ben és 1981-ben következtek újabb kiadások, ez utóbbiak Bernád Ágoston bevezető tanulmányaival. Az aláíratlan utószón még érezni az 1950-es évek leegyszerűsítő irodalomszemléletének hatását: elhangzik ugyan a megállapítás, hogy „minden fogyatékossága ellenére a regény ma is élvezetes olvasmány”, de többet nyomnak a latba az elmarasztalások, minek következtében háttérbe szorulnak a kor jól exponált társadalmi mozgalmai és elsikkad a fejedelem és a nemesség ellentéte; kifogásolja az utószó a lélektani elemzés felszínességét is, valamint az író nehézkes stílusát, aminek oka szerinte a sok maga alkotta szó. Bernád Ágoston első ízben még exponálja „a haladó és a reakciós romantika” ellentétét, s elmarasztalja a pozitivista irodalomtörténet-írást a Jósika-művel kapcsolatos túlzásba vitt hatáskutatásáért, később azonban már az első bevezető tanulmányban is meglévő pozitív elemek kerülnek túlsúlyba: Jósika hősábrázolásának összekapcsolása a magyar romantikus hősköltészet hőskultuszával, a személyes élménnyé vált történelem szemléletformáló szerepének kimutatása, a Walter Scott-hatás jelenléte a regényszerkezet művészi koncepciójában, Lukács György a „középszerű hősre” vonatkozó elméletének alkalmazása a romantikus regény e típusának elemzésében.
Az időközben elkészült magyar irodalom tankönyvek: Antal Árpád egyetemi (1979) és Kocziány Lászlóval közös középiskolai (1972), ill. Kozma Dezső IX.-es és XI.-es középiskolai tankönyvei (1978, 1980) szintén tartalmaznak Jósika-fejezetet.
Az 1960-as évek második felétől – néha a soron következő Jósika-évfordulók alkalmait kihasználva (1965-ben van halálának centenáriuma, 1969-ben születésének 175. évfordulója) – jelentkeznek a hazai Jósika-kutatás új, önálló részeredményei. V. Szendrei Júlia tanulmányai, készülő doktori értekezésének fejezetei, a romantikus hagyománykultusz kérdésének elméleti megalapozása után az Abafi, A csehek Magyarországon s a II. Rákóczi Ferenc c. regények múlthoz és jelenhez való kettős kötődését elemzik ki a regények szerkezetéből, emberábrázolásából (kitérve a „középszerű hős” megalkotásának kérdésére is). Engel Károly továbbgondolja a Jósika műveinek román vonatkozásait évtizedekkel korábban vizsgáló A. P. Todor megállapításait (Romancierul maghiar N. Jósika şi românii. Preocupări Literare 1939–40), végigtekintve román hőseinek sorát, röpiratainak a román nép iránti vonzalomról tanúskodó megállapításait. Ő a román népéletet belülről ismerő és a reformkori haladó eszmékhez 1848–49 tragikus eseményei ellenére is hű író e vonatkozásban legteljesebb művének a II. Rákóczi Ferenc c. regényt érzi, ahol az író „a kuruckor népi összefogásának bemutatásában rátalál ismét a románság iránti rokonszenvével összhangban álló ábrázolási módra…” Külön értéke ennek a tanulmánynak a zárófejezet, amely áttekinti Jósika román fogadtatásának történetét, kezdve G. Bariţ 1838-as reagálásától A. P. Todor tanulmányaiig.
Az említett évfordulók ünnepi előadásokra s néhány megemlékező írásra is alkalmat szolgáltattak: Balogh Edgár az Igazságban (1965. február 27.) Jósika társadalomkritikai írásaira figyeltet fel, Dávid Gyula az Utunkban (1969/15) az író művének, de még inkább a nemzet és haladás ügyét egyesítő, forradalomhoz hű embernek a példáját idézi. Egykori iskolájának, a mai kolozsvári Báthory István Elméleti Líceumnak Hajnal c. diáklapjában (1975/3) Benedek Ildikó tanulmánya s a szülőházáról készült múlt század végi rajz reprodukciója jelent meg. Ugyancsak 1975-ben készült el Suba László szobrászművész Jósika-fejszobra is.
Külön érdekessége az 1970-es évek Jósika-kultuszának egy színházi esemény: Dehel Gábor színpadra dolgozta át a Decebal c. Jósika-elbeszélést, s azt a Kolozsvári Rádió stúdiója be is mutatta (1980).
Szülővárosában, Tordán iskola és cserkészcsapat van róla elnevezve.